# Саентология и знаменитости
Церковь саентологии заинтересована в том, чтобы знаменитости становились её членами, что делало бы саентологию более известной. С 1955 года существует проект по привлечению знаменитостей. Среди наиболее ранних знаменитостей, заинтересовавшихся саентологией, можно отметить звезду эпохи немого кино Глорию Свенсон и джазового пианиста Дейва Брубека.

## Центры знаменитостей
Для обслуживания актёров, писателей, спортсменов, влиятельных персон и т. д. Церковь саентологии основала «центры знаменитостей», главный из которых расположен в Лос-Анджелесе, на Франклин-авеню, в бывшем отеле «Шато Элиси» (Château Élysée). Кроме международного, в мире существуют ещё семь центров знаменитостей.

Профессор религиоведения Университета штата Огайо Хью Урбан в интервью объяснил, почему саентология может вызывать интерес у знаменитостей:
«Саентология очень подходит для склада ума, присущего знаменитостям. Она имеет очень индивидуалистический характер и описывает личность человека как нечто божественное. Саентология утверждает, что может дать человеку неограниченную власть над собой, собственным разумом, судьбой; я считаю, поэтому она близка типу личности актёра. Ещё можно посмотреть на это с точки зрения богатства: знаменитости вряд ли нуждаются в его преумножении, однако хотят получить духовное одобрение своего богатства и образа жизни. И саентология — это как раз та религия, в которой считается, что быть богатым и знаменитым — это хорошо; это проявление духовного развития. Так что она даёт своего рода духовное одобрение образа жизни знаменитостей».Оригинальный текст (англ.)But then I think the reason that celebrities would be interested is because it's a religion that fits pretty well with a celebrity kind of personality. It's very individualistic. It celebrates your individual identity as ultimately divine. It claims to give you ultimate power over your own mind, self, destiny, so I think it fits well with an actor personality. And then the wealth question: These aren't people who need more wealth, but what they do need, or often want at least, is some kind of spiritual validation for their wealth and lifestyle, and Scientology is a religion that says it's OK to be wealthy, it's OK to be famous, in fact, that's a sign of your spiritual development. So it kind of is a spiritual validation for that kind of lifestyle.

## Список знаменитостей
Среди наиболее известных последователей саентологии можно выделить Боба Адамса, Энн Арчер, Джениффер Аспен, Линдси Бартильсон, Карен Блэк, Кэтрин Белл, Нэнси Картрайт, Кейт Себерано (в третьем поколении), Чика Кориа, Тома Круза, Марисоль Никольс, Джона Траволту и его жену Келли Престон, Кёрсти Элли, Айзека Хейза, Присциллу Пресли, Джену Эльфман, её мужа Боди Эльфмана и свёкра Ричарда Эльфмана, актёра Дэнни Мастерсона, против которого четыре женщины подали иски об изнасиловании; в этих исках также утверждается, что женщины подверглись преследованию со стороны Церкви Саентологии, после того как заявили об изнасиловании.
Шэрон Стоун в интервью журналу «Огонёк» заявила, что «вопреки тому, что о нас [о Шэрон и сыновьях] пишут, мы отнюдь не саентологи. Я сама буддистка. А саентология довольно близка нам в том смысле, что саентологи не употребляют наркотики и алкоголь. Но они не принимают современную медицину, а я принимаю».

## Знаменитости покинувшие саентологию, причины ухода
- Пол Хаггис — покинул Церковь саентологии в 2009 году (после 35 лет пребывания в ней) из-за заявления, сделанного Церковью саентологии в Сан-Диего в поддержку Предложения 8 (конституционной поправки штата Калифорнии, определявшей брак как «союз между мужчиной и женщиной» и исключавшей однополый брак); впоследствии стал критиком саентологии[40][41].
- Отрывок интервью Марка Бункера с Бехом, 14 апреля 2008 года.Джейсон Бех — американский актёр; за 12 лет участия в саентологии достиг уровня «ОТ V», потратив более миллиона долларов[42]. В 2007 году Бех решился уйти из Церкви саентологии, в апреле 2008 подверг её публичной критике, а затем снялся в нескольких документальных фильмах о саентологии — «Тайны саентологии» Джон Суини[англ.], выпущенном Телевидением Би-Би-си[англ.], и «Наваждение» (Путь к клиру) Алекса Гибни[42][43].
- Кэти Холмс — американская актриса кино и телевидения, супруга Тома Круза. После развода с Крузом в 2012 году вернулась к католической церкви[44].
- Лиа Ремини — американская актриса, писательница и активистка[45]. С 2016 по 2019 год Ремини вела документальные телепередачи «Лиа Ремини: саентология и последствия»; сериал получил две премии Эмми: в 2017 и 2020 годах[46][47].
- Кармен Лливелин[англ.] — актриса и фотограф. Кармен утверждает, что не хотела становиться активной последовательницей саентологии, и это вызывало проблемы в отношениях с мужем — актёром Джейсоном Ли. По её словам, в 2001 году она рассказала Гей Рибизи (матери актёра Джованни Рибизи, которая являлась музыкальным менеджером Джейсона и саентологом), что прочитала книгу «Кусочек синего неба»; через два дня Кармен объявили «подавляющей личностью»➤, а муж прислал ей письмо о «разрыве отношений»➤. После этого Лливелин открыто критиковала Церковь саентологии, выражая отвращение к её благообразному образу. Кармен заявила, что организация преследовала её в соответствии с практикой «честной игры[англ.]»[48][49][50][51][52].
- Ларри Андерсон[англ.] — американский актер и фокусник, снявшийся для Церкви саентологии в сорокаминутном рекламном фильме, а также в нескольких других информационно-учебных фильмах. Андерсон был саентологом на протяжении 33 лет, и благодаря тому что фильм с его участием показывали всем вновь пришедшим в саентологические организации, стал фактически лицом саентологии. Однако в 2009 году Ларри потребовал вернуть более ста тысяч долларов за услуги, которые оплатил, но еще не использовал, и покинул саентологию[53].
- Назанин Бониади — британская и американская актриса. В середине 2000-х Бонианди была саентологом, так же как и её мать[54]. В 2004 году некоторые должностные лица из Церкви саентологии поручили ей участие в «специальном проекте»[55][56][57]. От неё потребовали расстаться с парнем, изменить цвет волос и произвести ещё некоторые изменения во внешности. Через некоторое время Бониади узнала, что ее «проект» — стать подходящей девушкой для Тома Круза. Вскоре после этого она покинула Церковь саентологии[55][56][57][58]. Назанин стала активной правозащитницей в американской секции Amnesty International[59].